# Zainab
Zainab bint Muhammad, (598/599 – 629) byla nejstarší dcera islámského proroka Mohameda a jeho první manželky Chadídži.

## Manželství
Zainab se provdala za bratrance z matčiny strany, Abu al-As ibn Rabi, před prosincem roku 610. Jako svatební dar dostala od své matky onyxový náhrdelník. Společně měli dvě děti - syna Aliho, který zemřel v dětství a dceru Umamah. Zainab se stala muslimkou krátce poté, co se její otec prohlásil za proroka. Kurajšovci naléhali na Abua, aby se se Zainab rozvedl a slibovali mu, že mu ihned dají jinou ženu. Abu ale nabídku odmítl a prohlásil, že žádnou jinou ženu už nikdy nechce. Jelikož Mohamed neměl v Mekce žádné pravomoci, nemohl své dceři zakázat, aby žila s manželem, který islám nepřijal. Zainab s Abuem zůstala v Mekce, i když ostatní muslimové spolu s jejím otcem emigrovali do Medíny.

## Emigrace do Medíny
Abu al-As byl jedním z polyteistů, který byl zajat v bitvě u Badru. Zainab poslala peníze na jeho propuštění spolu se svým onyxovým náhrdelníkem. Když Mohamed spatřil její náhrdelník, odmítl peníze za propuštění Abua. Poslal jej domů a Abu slíbil, že Zainab pošle do Medíny.
Zainab vyslyšela otcovu prosbu. Asi měsíc po bitvě její adoptovaný bratr Zayd dorazil do Mekky, aby Zainab dovedl do Medíny. Kurajšovci považovali tento čin jako zbytečné vychloubání Mohameda vítězstvím z bitvy. Skupina několika z nich Zainab pronásledovala a dostihla ji u města Dhu Tuwa. Muž jménem Habbar ibn Al-Aswad jí vyhrožoval kopím a strkal do ní. Spadla z velblouda na kámen. Její bratr vytáhl luk a šípy a vyhrožoval, že zabije všechny, kteří se zkusí přiblížit. Poté přišel Abu Sufyan a řekl Kinanovi, aby odložil svůj luk, aby situaci mohli racionálně probrat. Řekl, že neměli v úmyslu Zainab věznit před jejím otcem jako pomstu za Badru, ale že od Kinany nebylo správné dále ponižovat Kurajšovce tím, že předváděl její převoz na veřejnosti; po bitvě ji měl převézt v tichosti. Kinana vzal Zainab zpátky domů. Tam potratila své dítě a ztratila velké množství krve, což připisovala tomu, že ji napadl Habbar.

### Návrat k manželovi
Zainab svého manžela neviděla až do září nebo října roku 627, kdy vstoupil do jejího domu v Medíně a žádal o azyl. Muslimští nájezdníci mu ukradli zboží, které měl doručit Kurájšovcům a Abu se ho snažil získat zpět. Následujícího rána se Zainab šla modlit spolu s ostatními ženami a prohlásila před nimi, že poskytuje azyl Abuovi. Její otec Mohamed s tím sice nesouhlasil, ale přiklonil se k přání dcery a nařídil, aby byl Abu chráněn i ostatními. Požádal Zainab, aby se k Abuovi chovala pouze jako k hostu. Poté zařídil, aby mu bylo navráceno všechno zboží.
Abu al-As nakonec konvertoval k islámu a vrátil se do Medíny za ostatními. Znovu uzavřel sňatek se Zainab a žili spolu dále jako manželé.

## Smrt
Její znovuspojení s manželem nemělo dlouhého trvání. Zainab zemřela v květnu nebo červnu roku 629. Její smrt byla spojována s jejím potratem v roce 624.

## Šíitský islám
Podle šíitského proudu islámu nebyla Zainab biologickou dcerou Mohameda. Šítové považují za jedinou biologickou dceru Mohameda pouze Fatimu.